# 38. Sinfonie (Haydn)
Die Sinfonie C-Dur Hoboken-Verzeichnis I:38 komponierte Joseph Haydn wahrscheinlich im Jahr 1767. Sie bekommt durch den Einsatz einer Solo-Oboe teilweise konzertartige Züge.

## Allgemeines

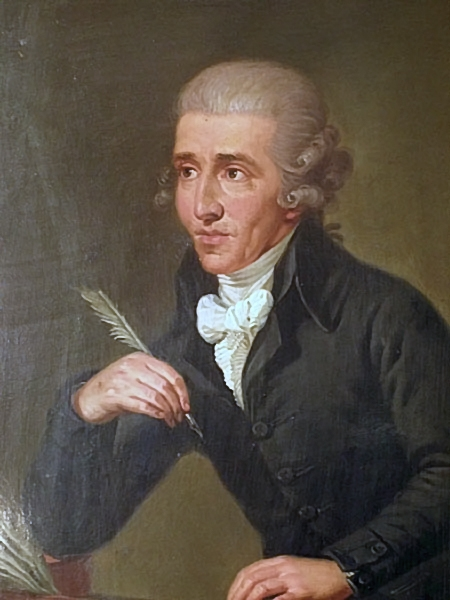
Joseph Haydn (Gemälde von Ludwig Guttenbrunn, um 1770)

Die Sinfonie Nr. 38 komponierte Haydn wahrscheinlich im Jahr 1767 während seiner Anstellung als Kapellmeister beim Fürsten Nikolaus I. Esterházy.
Für die „großen“ Anlässe am Hofe bzw. für repräsentative Zwecke sind auch die C-Dur – Sinfonien mit ihren Trompeten und Pauken charakteristisch, die in der Tradition der barocken Intrade (Eröffnungsmusik zu feierlichen Anlässen) stehen. Dies sind bei den Sinfonien von Joseph Haydn neben der Sinfonie Nr. 38 z. B. auch die Sinfonien Nr. 32, Nr. 33, Nr. 41 und Nr. 48. Allerdings wurden Trompeten und Pauken wahrscheinlich teilweise erst nachträglich und nicht von Haydn selbst hinzugefügt. Für die Sinfonie Nr. 38 werden die Trompeten- und Paukenstimme als nicht authentisch angesehen.
Neben ihrem festlichen Charakter bestehen die Besonderheiten der Sinfonie Nr. 38 in den echoartigen Imitationen im zweiten Satz und dem Einsatz einer Solo-Oboe im Trio des Menuetts und im vierten Satz. Dieser enthält dadurch stellenweise den Charakter eines Solokonzertes. Die Verwendung der Solo-Oboe steht möglicherweise im Zusammenhang mit der Neueinstellung des Oboenvirtuosen Vittorino Colombazzo im Orchester von Schloss Esterházy.
Kenyon bewertet die Sinfonie „als eine der großartigsten feierlichen C-dur-Symphonien (…), die Haydn je geschrieben hat.“ Webster bezeichnet das Werk als „ein wenig bombastisch“ und zieht durch den „schöpferischen Unernst dieses Werkes“ auch eine Inspiration durch die Bühne (Oper, Theater) in Betracht. Finscher schreibt, dass das Werk „wieder ein Beispiel des ‚großen‘ C-Dur-Stils (sei), der festlichen Symphonie mit Trompeten und Pauken, mit sehr einfachen und klaren Formen, aber auch einer in diesem Kontext doppelt erstaunlichen hochdramatischen Durchführung im ersten und kontrapunktischen Feldern im vierten Satz.“

## Zur Musik
Besetzung: zwei Oboen, zwei Hörner zwei Trompeten, Pauken, zwei Violinen, Viola, Cello, Kontrabass. Trompeten und Pauken werden als nicht authentisch angesehen. Zur Verstärkung der Bass-Stimme wurden damals auch ohne gesonderte Notierung Fagott und Cembalo eingesetzt, wobei über die Beteiligung eines Cembalo-Continuos in der Literatur unterschiedliche Auffassungen bestehen.
Aufführungszeit: ca. 20 Minuten (je nach Einhalten der vorgeschriebenen Wiederholungen)
Bei den hier benutzten Begriffen der Sonatensatzform ist zu berücksichtigen, dass dieses Modell erst Anfang des 19. Jahrhunderts entworfen wurde (siehe dort).  – Die hier vorgenommene Beschreibung und Gliederung der Sätze ist als Vorschlag zu verstehen. Je nach Standpunkt sind auch andere Abgrenzungen und Deutungen möglich.

### Erster Satz: Allegro di molto
C-Dur, 2/4-Takt, 194 Takte
Haydn eröffnet die Sinfonie mit einem gewaltigen Forte-Tutti, das durch die „strahlenden“ Dreiklangsbrechungen (z. B. fanfarenartig aufsteigender C-Dur-Akkord am Anfang), die rhythmischen Verdichtungen sowohl in der Hauptstimme (Oboen  und 1. Violine) als auch den Mittelstimmen (2. Violine und Viola begleiten in Synkopen) und den im Bass lang ausgehaltenen und durch Paukenschläge betonten Orgelpunkt auf C besonders eindrucksvoll wirkt. Die thematische Haupteinheit wird wiederholt und führt dann – weiterhin festlich – zur Dominante G-Dur. Nach einer Zäsur setzt der Überleitungsabschnitt zum zweiten Thema an. Haydn verwendet hier zwei Motive: Ein „Frage-Antwort-Motiv“ (Überleitungsmotiv 1) und ein auftaktiges Tonrepetitionsmotiv (Überleitungsmotiv 2, Tonrepetition erst vier-, dann verkürzt dreifach).
Das zweite Thema (Takt 45 ff., G-Dur) wird piano überwiegend von den Streichern vorgetragen. Es ist durch seine gleichmäßige, abgesetzte Achtelbewegung, Vorhalte und (zweifache) Tonrepetition gekennzeichnet. Die Schlussgruppe (Takt 60 ff.) im Forte enthält ein dreifach wiederholtes Motiv (wiederum mit Tonrepetition) und einen Wechsel von virtuosen Läufen der Violinen mit Akkordschlägen des Tutti.
In der Durchführung (Takt 76 ff.) wird der Beginn vom ersten Thema (aufsteigender Akkord) imitatorisch auf Bass und Violinen aufgeteilt und forte durch mehrere Tonarten moduliert (z. B. g-Moll, d-Moll, F-Dur, B-Dur, E-Dur) – wiederum unter Begleitung der synkopierten Mittelstimmen. In Takt 94 ist a-Moll erreicht, mit dem nun das Überleitungsmotiv 2 vorgestellt wird. Plötzlich ändert sich die Klangfarben des bisher dramatischen Geschehens durch Wechsel nach F-Dur, in dem nun ein scheinbar neues, sangliches Motiv im Piano präsentiert wird (Takt 112 ff.), das sich dann aber als Variante des zweiten Themas herausstellt.
Nach einer Generalpause beginnt die Reprise (Takt 132 ff.). Sie ist ähnlich der Exposition strukturiert, jedoch ist das Überleitungsmotiv 1 ausgelassen. Exposition sowie Durchführung und Reprise werden wiederholt.
Der Satz weist bezogen auf Haydns damalige Sinfonien mit fast 200 Takten eine beachtliche Länge auf. Bemerkenswert für eine festliche C-Dur – Sinfonie mit „sonst eher einfachen bzw. klaren Formen“ ist daneben die „hochdramatische Durchführung“. Nach Michael Walter weist die „mitreißende Fröhlichkeit“ einen „eher subjektiven als repräsentativen Charakter“ auf, „was durch die dramatischen Momente“ zu Beginn der Durchführung noch verstärkt werde.

### Zweiter Satz: Andante molto
F-Dur, 3/8-Takt, 102 Takte

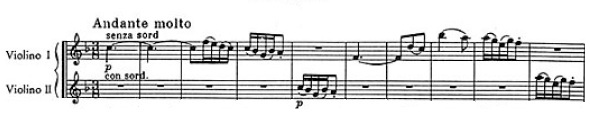
Beginn des Andante molto in den Violinen

In diesem Satz, der nur für Streicher gehalten ist, lässt Haydn die Schlussmotive der von der 1. Violine vorgetragenen Hauptstimme ständig von der gedämpften 2. Violine imitieren, „egal, wie taktlos dies im rhythmischen Kontext erscheinen mag, oder wie übertrieben am Ende der beiden Hauptabschnitte“. Das barocke Stilmittel des Echos wird dadurch etwas ins Lächerliche gezogen.
Die beiden Hauptabschnitte lassen sich ggf. noch gliedern in „Exposition“ (bis Takt 33, erster Hauptabschnitt), „Durchführung“ (bis Takt 71) und „Reprise“ (ab Takt 72). Ab Takt 50 entsteht durch eine Trübung nach Moll und dissonante Sekundschritte zwischen beiden Violinen eine etwas ernstere Klangfarbe. Das Ende beider Hauptabschnitte wird dagegen wiederum von etwas „trivialen“ Achtel-Staccati beendet.

### Dritter Satz: Menuet. Allegro
C-Dur, 3/4-Takt, mit Trio 54 Takte
Das recht schnelle Menuett („Allegro“) beginnt forte mit seiner tänzerischen Melodie, wobei Hörner, Trompeten und Pauken erst in der Schlusswendung des ersten Achttakters eingesetzt werden. Zu Beginn des zweiten Teils wird die Melodie unter Beteiligung des gesamten Orchesters forte fortgesponnen, ehe eine kurze Streicherpassage im Piano zum verzierten Wiederaufgreifen des Anfangsthemas führt.
Im Trio (F-Dur) dominiert die Solo-Oboe über untergeordneter Streicherbegleitung zunächst mit einer melodiösen Triolenbewegung und führt dann zu Beginn des zweiten Teils große Intervallschritte aus.

### Vierter Satz: Allegro di molto
C-Dur, 2/2-Takt (alla breve), 153 Takte
Der Satz ist durch den Wechsel von Blöcken für das ganze Orchester sowie solistischen Oboen-Passagen gekennzeichnet und trägt dadurch Züge eines Oboenkonzertes. Haydn beginnt den Satz piano: Die Violinen spielen das von Pausen durchsetztes Thema, das die C-Dur-Tonleiter erst abwärts, dann aufwärts durchwandert. In die Pausen der Violinen setzen Viola und Bass taktweise ein orgelpunktartiges, wiederholtes C. Von einer energischen Forte-Unisono-Passage unterbrochen, wird das Thema dann mit ausgehaltenem C in den Bläsern wiederholt.
Das Thema geht nun unmittelbar in den folgenden, mehrstimmig gehaltenen Abschnitt über. Die darin enthaltenen kurzen Läufe werden von der Solo-Oboe als zweites Thema virtuos aufgegriffen (Takt 41 ff., Dominante G-Dur) und fortgeführt. Dabei sind die Anfangstakte mit dem ersten Thema identisch. Die abgesetzte Bewegung der Schlussgruppe im Forte (Takt 55 ff.) erinnert ebenfalls an das erste Thema.
Auch in der Durchführung wird das Wechselspiel von solistischen Oboen-Passagen und Tutti-Blöcken fortgesetzt: Zunächst trägt die Solo-Oboe das erste Thema vor, variiert dieses durch Läufe und kommt nach einer Solo-Kadenz auf der Dominante G-Dur zur Ruhe (Takt 74). Daraufhin startet das übrige Orchester als Tutti mit dem Anfangsmotiv vom ersten Thema, taktweise unterbrochen von solistischen Läufen der Oboe. Die mehrstimmige Passage (Takt 83 ff., forte) ist dagegen ebenso wie der Repriseneintritt mit dem ersten Thema (Takt 95 ff. piano) dem Tutti vorbehalten, erst bei der Themenwiederholung beteiligt sich die Oboe wieder mit einem lang ausgehaltenen C. Entsprechend der Exposition folgen die mehrstimmige Passage (Tutti), das zweite Thema (mit Oboe und Trübung nach Moll) und die Schlussgruppe (Tutti). Exposition sowie Durchführung und Reprise werden wiederholt.
Robbins Landon hebt den Satz als einen der bisher besten Schlusssätze Haydnscher Sinfonien hervor.